# Carlos María Morales Maeso
Carlos María Morales Maeso (Montevideo, Uruguay 1 de marzo de 1970) es un exfutbolista y entrenador uruguayo. Actualmente entrena al sub-23 del Club Deportivo Toluca.

## Trayectoria
Inició su carrera en su natal Uruguay, como jugador de River Plate, donde realizó sus divisiones inferiores tras ser descubierto por Ángel Garró. A los 18 años debutó en Primera división, siendo dirigido por Fernando Morena. En 1992 el primer semestre del año juega para Club Deportivo O'Higgins de la Primera División de Chile, donde no logra entrar en los planes del entrenador rancagüino Germán Cornejo. el segundo semestre de 1992 firma para Deportes Temuco, en donde logra destacadas actuaciones, que lo llevaron a ser transferido a Unión Española, donde formó parte del plantel que disputó la Copa Libertadores 1994.
Tras una temporada y media en Unión Española, firma con el C. D. Toluca de México, debutando en el fútbol mexicano durante la temporada 1995-1996, el 27 de agosto de 1995 donde Toluca le ganó 1-0 a Veracruz, esta anotación fue hecha por él, siendo así su primer gol en México, se lo anotó a Adolfo Ríos.
En el verano '97, fecha 17, se le descontó un gol porque Toluca alineó con 5 extranjeros al mismo tiempo contra Cruz Azul en el Distrito Federal.
Para el Torneo de Invierno ’97 pasó al C. F. Pachuca en la Primera A y volvió a vestirse de diablo rojo del Toluca en el verano 1999.
Llegó al Atlas en el Torneo Apertura 2002.
Con los Tuzos del Pachuca fue campeón de goleo en el verano ’98 de la Primera A con 12 anotaciones.
Sus torneos internacionales son: la Copa Merconorte del 2000 con Toluca y las Prelibertadores del 2001 también con Toluca y 2002 con Atlas, Copa Sudamericana con Defensor Sporting 2007 y Copa Libertadores 2007 con Defensor Sporting y 2008 con Danubio
Ha jugado 12 liguillas en el fútbol mexicano, en las que ha jugado un total de 41 partidos con 16 goles y es considerado el mejor anotador uruguayo en fases finales.
Tiene una cuenta de 118 goles en el fútbol mexicano de Primera División. Es el tercer mejor anotador en la historia de Toluca con 77 goles. A su vez, marcó 33 goles con Atlas y ocho con Tecos.
El 5 de julio de 2006 terminó su curso de Director Técnico en México
Su hijo es Juan Manuel Morales juega en el El Tanque Sisley de Uruguay.
Llega a Toluca como Director Técnico de la Sub-20 de Toluca FC , saliendo campeón.
El 26 de octubre de 2023 es ratificado como Director interino, tras el cese de Ignacio Ambriz del primer equipo Toluca FC
El 29 de octubre debuta como Director Técnico del Primer Equipo, obteniendo su primera victoria en Primera División ganando el partido a Club San Luis con marcador de 3 vs 1.

## Selección nacional
Ha sido internacional con la selección de fútbol de Uruguay en 7 ocasiones, debutando en 1998 y jugando entonces como mediocampista. Estuvo con la selección de Uruguay en la Copa América 2001.

## Clubes

### Como futbolista
| Club                   | País    | Año       |
| ---------------------- | ------- | --------- |
| River Plate            | Uruguay | 1990-1991 |
| O'Higgins              | Chile   | 1992      |
| Deportes Temuco        | Chile   | 1992-1993 |
| Unión Española         | Chile   | 1994-1995 |
| Toluca                 | México  | 1995-1997 |
| Pachuca                | México  | 1997-1998 |
| Liga de Quito (Cedido) | Ecuador | 1998      |
| Toluca                 | México  | 1999-2002 |
| Atlas                  | México  | 2002-2004 |
| Tecos de la UAG        | México  | 2005      |
| Puebla                 | México  | 2006      |
| Everton                | Chile   | 2006      |
| River Plate            | Uruguay | 2006      |
| Defensor Sporting      | Uruguay | 2007      |
| Danubio                | Uruguay | 2008      |
| Wanderers              | Uruguay | 2009      |

### Como entrenador
| Club              | País    | Año       |
| ----------------- | ------- | --------- |
| River Plate       | Uruguay | 2010-2011 |
| San Luis          | México  | 2013      |
| Miramar Misiones  | Uruguay | 2014-2016 |
| Repuestos Alcalde | Chile   | 2017      |

## Palmarés

### Como jugador

#### Campeonatos nacionales
| Título              | Club              | País    | Año     |
| ------------------- | ----------------- | ------- | ------- |
| Primera A           | Pachuca C.F.      | México  | 1997    |
| Campeón de Ascenso  | Pachuca C.F.      | México  | 1998    |
| Serie A             | Liga de Quito     | Ecuador | 1998    |
| Lga MX              | Toluca            | México  | 1999    |
| Liga MX             | Toluca            | México  | 2000    |
| Campeonato Uruguayo | Defensor Sporting | Uruguay | A-2007  |
| Campeonato Uruguayo | Defensor Sporting | Uruguay | 2007-08 |